# Jesteś szalona
Jesteś szalona / Szalona – piosenka disco polo autorstwa Janusza Konopli z zespołu Mirage wydana przez niego w 1992 r. W lipcu 1997 r. za zgodą Green Staru – właściciela utworu została wydana przez zespół Boys.
Wydany przez Boys album O.K., na którym znajduje się piosenka, w niecałe 2 tygodnie osiągnął status platynowej płyty i po niespełna roku osiągnął ponadmilionowy nakład.
Piosenka utrzymywała się na liście przebojów programu Disco Polo Live w telewizji Polsat przez rekordową ilość czasu – aż 91 tygodni, począwszy od 23 sierpnia 1997, kiedy zadebiutowała, aż do 12 czerwca 1999. Przez 9 tygodni (od 6.09.1997 do 25.10.1997) utrzymywała się nieprzerwanie na 1. pozycji. Zwycięska passa utrzymywała się jeszcze dłużej od stycznia do kwietnia 1998 r., kiedy piosenka przodowała przez 15 tygodni w DPL.
W maju 2008 Kabaret pod Wyrwigroszem wykonał parodystyczną wersję tej piosenki, pod tytułem Jesteś spalona. W 2014 roku podczas występu na 51. Krajowym Festiwalu Piosenki Polskiej w Opolu piosenkarka Maryla Rodowicz wykonała swój cover m.in. tego utworu muzycznego.